# Delfín Panique
Delfín Manrique Panique Masabi, noto semplicemente come Delfín Panique (17 febbraio 1997), è un calciatore boliviano, attaccante del Real Potosí.

## Caratteristiche tecniche
È un centravanti.

## Carriera

### Club
Ha giocato nella prima divisione boliviana.

### Nazionale
Con la nazionale Under-20 boliviana ha preso parte al Sudamericano Under-20 2017 disputando un incontro.